# Sal·lusti d'Èmesa
|  | Per a altres significats, vegeu «Sal·lusti». |

Sal·lusti (grec antic: Σαλούστιος, llatí: Sallustius) fou un filòsof cínic de certa importància que va viure al segle v. Era fill de Basilídies, un sirià, i de Teòclea, nadiua d'Èmesa, on segurament Sal·lusti va néixer i va viure la primera part de la seva vida.
Va estudiar jurisprudència i va conrear l'oratòria sota la direcció d'Èunou d'Emesa. Finalment, va abandonar els estudis de dret, es va fer sofista i va estudiar amb cura els oradors àtics i es va aprendre de memòria tots els discursos de Demòstenes. Els seus propis discursos es consideraven dignes dels mestres que imitava. Quan va veure que l'ensenyament d'Èunou ja no li servia, se'n va anar a Alexandria buscant altres mestres. A la capital egípcia es va afeccionar a la filosofia i es va afiliar a l'escola atenenca, on va assistir a les lectures de Procle. Finalment va abandonar els neoplatònics i va assumir les doctrines dels cínics retornant a Atenes.
Altre cop va deixar Atenes per tornar a Alexandria on es va dedicar a l'eloqüència i on feia d'endeví pretenent que podia preveure pels ulls de les persones quina mort esperava a cadascú.
Se li atribueix el tractat Περὶ θεῶν καὶ κόσμου (Sobre els déus i el cosmos), però això és força dubtós.